# Fred Louis Lerch
Fred Louis Lerch (1902 – 1989) foi um ator austríaco da era do cinema mudo.

## Filmografia selecionada
- The Young Man from the Ragtrade (1926)
- Rutschbahn (1928)
- Parisiennes (1928)
- Black Forest Girl (1929)
- Der rote Kreis (1929)
- Der Walzerkönig (1930)